# 頭崎城
頭崎城（かしらざきじょう）は、安芸国高屋保（広島県東広島市高屋町貞重）にあった日本の城（山城）。史跡指定名称「平賀氏の遺跡」の1つとして、御薗宇城・白山城と共に県の指定史跡。

## 歴史・沿革
戦国時代後半、この安芸国西条の地にも大内氏と尼子氏の勢力が伸び、両者の争いが激化していった。大永3年（1523年）6月、大内方の鏡山城が落城した。平賀氏当主平賀弘保は居城であった白山城の防備に不安を感じ、近隣の頭崎山に築城。嫡男の平賀興貞を城主とした。ところが、興貞は父の意向を無視して尼子氏に属し、大内方に味方した弘保と孫の隆宗・広相で争いを繰り広げることとなった。
天文9年（1540年）、大内義隆の命を受けた毛利元就がこの高屋保へと進出、1月末までに頭崎城を攻略した。敗れた興貞は出家して、平賀氏の家督は興貞の嫡子である隆宗が相続した。なお、従来尼子晴久による毛利元就討伐戦と考えられてきた吉田郡山城の戦いについて、実際には頭崎城救援のための尼子軍の出兵を出陣を途上の毛利氏が阻止しようとしたことで起きた戦いであるとする見方が近年の通説になっている。
平賀隆宗は大内方として活躍するが、天文18年（1549年）に備後国神辺城を攻撃中に死去した。祖父の平賀弘保は家督を平賀広相に継がせようと考えたが、大内義隆の策謀によって平賀氏の家督は小早川氏庶流の義隆の寵童が改名して相続し、平賀隆保と名乗った。
天文20年（1551年）に大寧寺の変で大内義隆が陶隆房（陶晴賢）によって殺害されると、陶方に味方していた毛利元就は、大内方であった頭崎城の平賀隆保を攻めて落城させ、家督を平賀広相に継がせた。慶長5年（1600年）の関ヶ原の戦いの後、毛利氏が防長移封となると、平賀氏もそれに随行し、頭崎城も廃城となった。
昭和44年（1969年）4月28日、御薗宇城、白山城、平賀氏の墓地と共に「平賀氏の遺跡」として県指定史跡に指定された。

## 城跡の概要
標高504メートル、比高200メートルの頭崎山に築かれた城郭で、吉田郡山城に次ぐ規模を誇る広島県内最大級の城郭。城域は東西900メートル、南北600メートルの広大な範囲に及び、本丸に相当する甲の丸、西の丸、太鼓の段、煙硝の段、稽古場、大将陣等の曲輪群が残っている。

## 参考資料
- 高屋町史
- 県史跡頭崎城跡案内板